# Fred Pickering
Fred Pickering (Blackburn, 1941. január 19. – 2019. február 9.) válogatott angol labdarúgó, csatár.

## Pályafutása

### Klubcsapatban
1959 és 1963 között a Blackburn Rovers labdarúgója volt. 1963 és 1967 az Everton csapatában szerepelt és tagja volt az 1966-os angol kupagyőztes együttesnek. 1967 és 1969 között a Birmingham City, 1969 és 1971 között a Blackpool, 1971–72-ben ismét a Blackburn Rovers, 1972-ben a Brighton & Hove Albion játékosa volt.

### A válogatottban
1964-ben három alkalommal szerepelt az angol válogatottban és öt gólt szerzett.

## Sikerei, díjai
Everton
- Angol kupa (FA Cup)
  - győztes: 1966